# El Confidencial Digital
Confidencial Digital es un diario digital español, editado íntegramente en castellano que comenzó su publicación en 2001.  Tiene una tirada diaria, destacando el formato general, de lunes a viernes, y otro de fin de semana, sábados y domingos. Su lema es la web de las personas informadas que desean estar más informadas.
Está compuesto de seis sitios web: Confidencial Digital, Monarquía Confidencial, Religión Confidencial, Confidencial Autonómico, Confidencial Judicial y Te lo Aclaro que tratan temas específicos sobre monarquía, religión, noticias locales y noticias del mundo de la judicatura, respectivamente, y Confidencial Digital, dedicado a noticias de ámbito general.
Fue fundado por José Apezarena, su actual editor.En 2015, contaba con 1.5 millones de lectores mensuales, según comScore, o con dos millones de ellos, según Google Analytics.